# 陈式坦墓
陈式坦墓，位于中国广东省湛江市笔架岭，为湛江市的一个市、县级文物保护单位，类型为近现代重要史迹及代表性建筑，公布时间为1999年9月15日。
陈式坦墓的历史年代为近代。